# Kurt Grote
Kurt David Grote (* 3. August 1973) ist ein ehemaliger Schwimmer aus den Vereinigten Staaten, der 1996 Olympiasieger mit der 4-mal-100-Meter-Lagenstaffel und 1998 Weltmeister im 200-Meter-Brustschwimmen war.

## Karriere
Der 1,88 m große Kurt Grote gewann bei den Pan Pacific Swimming Championships 1995 eine Bronzemedaille über 100 Meter Brust. Bei den Olympischen Spielen 1996 in Atlanta belegte er über 100 Meter Brust den sechsten Platz. Sieger war der Belgier Frederik Deburghgraeve vor Jeremy Linn aus den Vereinigten Staaten. Über 200 Meter Brust erreichte er den achten Platz, einen Platz vor ihm lag sein Landsmann Eric Wunderlich. Grote hatte im Vorlauf die drittbeste Zeit geschwommen, im Finale schwamm er 1,42 Sekunden langsamer als im Vorlauf. In der Lagenstaffel qualifizierten sich Tripp Schwenk, Kurt Grote, John Hargis und Josh Davis mit der schnellsten Zeit für das Finale. Im Finale schwammen dann Jeff Rouse, Jeremy Linn, Mark Henderson und Gary Hall junior zur Goldmedaille. Die im Vorlauf eingesetzten Schwimmer erhielten ebenfalls eine Goldmedaille.
1997 siegte Grote bei den Pan Pacific Swimming Championships über beide Bruststrecken und mit der Lagenstaffel. Im Jahr darauf  bei den Schwimmweltmeisterschaften 1998 in Perth gewann Grote die Bronzemedaille über 100 Meter Brust. Über 200 Meter Brust siegte er mit 0,02 Sekunden Vorsprung vor dem Franzosen Jean-Christophe Sarnin. In der Lagenstaffel siegten die Australier vor der Staffel aus den Vereinigten Staaten mit Lenny Krayzelburg, Kurt Grote, Neil Walker und Gary Hall junior. 1999 nahm Grote noch einmal an den Pan Pacific Swimming Championships teil und gewann den Titel mit der Lagenstaffel.
Kurt Grote schwamm für die Stanford University, den Santa Clara Swim Club und den North Coast Swim Club. Nach dem Abschluss seines Medizinstudiums an der Stanford University ging er zu McKinsey & Company und arbeitete für deren Gesundheitssparte.